# Pereiaslav-Khmelnytskyi (huyện)
Huyện Pereiaslav-Khmelnytskyi (tiếng Ukraina: Переяслав-Хмельницький район, chuyển tự: Pereiaslav-Khmelnytskyis’kyi raion) là một huyện của tỉnh Kiev thuộc Ukraina. Huyện Pereiaslav-Khmelnytskyi có diện tích 1456 km², dân số theo điều tra dân số ngày 5 tháng 12 năm 2001 là 36892 người với mật độ 25 người/km2. Trung tâm huyện nằm ở Pereiaslav.